# Phoebemima ensifera
Phoebemima ensifera är en skalbaggsart som beskrevs av Friedrich F. Tippmann 1960. Phoebemima ensifera ingår i släktet Phoebemima och familjen långhorningar. Inga underarter finns listade i Catalogue of Life.